# 男性皇族一覧
男性皇族一覧（だんせいこうぞくいちらん）とは日本の男性で皇族として出生した人物の一覧である。夭折した人物については含まれていない場合がある。

## 光格天皇所生（今上天皇在位まで）
| 諱   | 読み     | 身位 | 誕生          | 崩御                     | 続柄                  | 宮家等   | 御称号 | 世数 |
| ---- | -------- | ---- | ------------- | ------------------------ | --------------------- | -------- | ------ | ---- |
| 兼仁 | ともひと | 親王 | 1771年9月23日 | 1840年12月11日（満69歳） | 閑院宮典仁親王第6王子 | 光格天皇 | 祐宮   | 3世  |

- 第119代・光格天皇は今上天皇（第126代）の直系祖先。
- 以下は光格天皇の男系子孫。

| 諱         | 読み                     | 身位 | 誕生                   | 崩御・薨去                | 続柄                  | 宮家等   | 御称号 | 世数 | 備考   |
| ---------- | ------------------------ | ---- | ---------------------- | ------------------------- | --------------------- | -------- | ------ | ---- | ------ |
| 礼仁       | うやひと                 | 親王 | 1790年7月13日          | 1791年7月2日（満0歳）     | 光格天皇第1皇子       | 内廷     | 哲宮   | 1世  | (夭折) |
|            |                          | 王   | 1793年10月6日          | 1795年1月24日（満1歳）    | 光格天皇第2皇子       | 内廷     | 俊宮   | 1世  | (夭折) |
| 温仁       | ますひと                 | 親王 | 1800年2月15日          | 1800年4月27日（満0歳）    | 光格天皇第3皇子       | 内廷     | 若宮   | 1世  | (夭折) |
| 恵仁       | あやひと                 | 親王 | 1800年3月16日          | 1846年2月21日（満45歳）   | 光格天皇第4皇子       | 仁孝天皇 | 寛宮   | 1世  |        |
| 盛仁       | たけひと                 | 親王 | 1810年7月28日          | 1811年7月7日（満0歳）     | 光格天皇第5皇子       | 桂宮     | 磐宮   | 1世  | (夭折) |
|            |                          | 王   | 1815年10月1日          | 1819年2月13日（満3歳）    | 光格天皇第6皇子       | 内廷     | 猗宮   | 1世  | (夭折) |
| 悦仁       | としひと                 | 親王 | 1816年2月25日          | 1821年3月14日（満5歳）    | 光格天皇第7皇子       | 内廷     | 高貴宮 | 1世  | (夭折) |
| 安仁       | しづひと                 | 親王 | 1820年6月26日          | 1821年7月8日（満0歳）     | 仁孝天皇第1皇子       | 内廷     | 鍠宮   | 1世  | (夭折) |
|            |                          | 王   | 1825年12月1日          | 1827年5月7日（満1歳）     | 仁孝天皇第2皇子       | 内廷     | 鎔宮   | 1世  | (夭折) |
|            |                          | 王   | 1830年11月19日         | 1831年12月3日（満1歳）    | 仁孝天皇第3皇子       | 内廷     | 三宮   | 1世  | (夭折) |
| 統仁       | おさひと                 | 親王 | 1831年7月22日          | 1867年1月30日（満35歳）   | 仁孝天皇第4皇子       | 孝明天皇 | 煕宮   | 1世  |        |
| 常寂光院   | じょうじゃっこういん     | 王   | 1832年5月9日           | 1832年5月9日（満0歳）     | 仁孝天皇第5皇子       | 内廷     |        | 1世  | (夭折) |
|            |                          | 王   | 1833年6月15日          | 1835年11月23日（満2歳）   | 光格天皇第8皇子       | 内廷     | 嘉糯宮 | 1世  | (夭折) |
| 節仁       | みさひと                 | 親王 | 1833年12月11日         | 1836年4月20日（満2歳）    | 仁孝天皇第6皇子       | 桂宮     | 幹宮   | 1世  | (夭折) |
|            |                          | 王   | 1844年12月10日         | 1845年11月1日（満0歳）    | 仁孝天皇第7皇子       | 内廷     | 胤宮   | 1世  | (夭折) |
| 妙香華院   | みょうこうげいん         | 王   | 1851年1月18日          | 1851年1月19日（満0歳）    | 孝明天皇第1皇子       | 内廷     |        | 1世  | (夭折) |
| 睦仁       | むつひと                 | 親王 | 1852年11月3日          | 1912年7月30日（満59歳）   | 孝明天皇第2皇子       | 明治天皇 | 祐宮   | 1世  |        |
| 稚瑞照彦尊 | わかみずてるひこのみこと | 王   | 1873年9月18日          | 1873年9月18日（満0歳）    | 明治天皇第1皇子       | 内廷     |        | 1世  | (死産) |
| 敬仁       | ゆきひと                 | 親王 | 1877年9月23日          | 1878年7月26日（満0歳）    | 明治天皇第2皇子       | 内廷     | 建宮   | 1世  | (夭折) |
| 嘉仁       | よしひと                 | 親王 | 1879年8月31日          | 1926年12月25日（満47歳）  | 明治天皇第3皇子       | 大正天皇 | 明宮   | 1世  |        |
| 猷仁       | みちひと                 | 親王 | 1887年8月22日          | 1888年11月12日（満1歳）   | 明治天皇第4皇子       | 内廷     | 昭宮   | 1世  | (夭折) |
| 輝仁       | てるひと                 | 親王 | 1893年11月30日         | 1894年8月17日（満0歳）    | 明治天皇第5皇子       | 内廷     | 満宮   | 1世  | (夭折) |
| 裕仁       | ひろひと                 | 親王 | 1901年4月29日          | 1989年1月7日（満87歳）    | 大正天皇第1皇子       | 昭和天皇 | 迪宮   | 1世  |        |
| 雍仁       | やすひと                 | 親王 | 1902年6月25日          | 1953年1月4日（満50歳）    | 大正天皇第2皇子       | 秩父宮   | 淳宮   | 1世  |        |
| 宣仁       | のぶひと                 | 親王 | 1905年1月3日           | 1987年2月3日（満82歳）    | 大正天皇第3皇子       | 高松宮   | 光宮   | 1世  |        |
| 崇仁       | たかひと                 | 親王 | 1915年12月2日          | 2016年10月27日（満100歳） | 大正天皇第4皇子       | 三笠宮   | 澄宮   | 1世  |        |
| 明仁       | あきひと                 | 親王 | 1933年12月23日（91歳） | 存命/                     | 昭和天皇第1皇子       | 上皇     | 継宮   | 1世  |        |
| 正仁       | まさひと                 | 親王 | 1935年11月28日（89歳） | 存命/                     | 昭和天皇第2皇子       | 常陸宮   | 義宮   | 1世  |        |
| 寛仁       | ともひと                 | 親王 | 1946年1月5日           | 2012年6月6日（満66歳）    | 三笠宮崇仁親王第1王子 | 三笠宮   |        | 2世  |        |
| 宜仁       | よしひと                 | 親王 | 1948年2月11日          | 2014年6月8日（満66歳）    | 三笠宮崇仁親王第2王子 | 桂宮     |        | 2世  |        |
| 憲仁       | のりひと                 | 親王 | 1954年12月29日         | 2002年11月21日（満47歳）  | 三笠宮崇仁親王第3王子 | 高円宮   |        | 2世  |        |
| 徳仁       | なるひと                 | 親王 | 1960年2月23日（65歳）  | 存命/                     | 上皇第1皇子           | 今上天皇 | 浩宮   | 1世  |        |
| 文仁       | ふみひと                 | 親王 | 1965年11月30日（59歳） | 存命/                     | 上皇第2皇子           | 秋篠宮   | 礼宮   | 1世  |        |
| 悠仁       | ひさひと                 | 親王 | 2006年9月6日（18歳）   | 存命/                     | 秋篠宮文仁親王第1王子 | 秋篠宮   |        | 2世  |        |

## 伏見宮系
- 北朝第3代・崇光天皇の男系子孫。
- 身位の「親王」はいずれも親王宣下によるもの。
- 18代当主・邦頼親王以降。

| 諱       | 読み                  | 身位 | 宮家等   | 誕生           | 薨去                    | 続柄                   | 世数 | 備考     |
| -------- | --------------------- | ---- | -------- | -------------- | ----------------------- | ---------------------- | ---- | -------- |
| 邦頼     | くにより              | 親王 | 伏見宮   | 1733年12月4日  | 1802年10月4日（満68歳） | 伏見宮貞建親王第2王子  | 12世 | 18代当主 |
| 貞敬     | さだゆき              | 親王 | 伏見宮   | 1776年1月1日   | 1841年2月12日（満65歳） | 伏見宮邦頼親王第1王子  | 13世 | 19代当主 |
| 公澄     | こうちょう            | 親王 | 輪王寺宮 | 1776年12月10日 | 1828年9月15日（満51歳） | 伏見宮邦頼親王第2王子  | 13世 | 門跡     |
| 佐保宮   | さほのみや            | 王   | 伏見宮   | 1786年5月21日  | 1788年1月10日（満1歳）  | 伏見宮邦頼親王第3王子  | 13世 | (夭折)   |
| 邦家     | くにいえ              | 親王 | 伏見宮   | 1802年11月19日 | 1872年9月7日（満69歳）  | 伏見宮貞敬親王第1王子  | 14世 | 20代当主 |
| 尊宝     | そんぽう              | 親王 | 青蓮院宮 | 1804年7月25日  | 1832年10月9日（満28歳） | 伏見宮貞敬親王第2王子  | 14世 | 門跡     |
| 普照院   | ふしょういん          | 王   | 伏見宮   | 1806年8月20日  | 1806年8月23日（満0歳）  | 伏見宮貞敬親王第3王子  | 14世 | (夭折)   |
| 尊誠     | そんせい              | 親王 | 一乗院宮 | 1806年9月23日  | 1822年6月26日（満15歳） | 伏見宮貞敬親王第4王子  | 14世 | 門跡     |
| 清観院   | せいかんいん          | 王   | 伏見宮   | 1808年4月29日  | 1808年5月1日（満0歳）   | 伏見宮貞敬親王第5王子  | 14世 | (夭折)   |
| 千嘉宮   | ちかのみや            | 王   | 伏見宮   | 1814年4月14日  | 1815年9月21日（満1歳）  | 伏見宮貞敬親王第6王子  | 14世 | (夭折)   |
| 苞宮     | かねのみや            | 王   | 伏見宮   | 1816年4月9日   | 1816年5月3日（満0歳）   | 伏見宮貞敬親王第7王子  | 14世 | (夭折)   |
| 尊常     | そんじょう            | 親王 | 一乗院宮 | 1816年7月8日   | 1836年8月8日（満20歳）  | 伏見宮貞敬親王第8王子  | 14世 | 門跡     |
| 和宮     | かずのみや            | 王   | 伏見宮   | 1819年9月18日  | 1820年1月22日（満0歳）  | 伏見宮貞敬親王第9王子  | 14世 | (夭折)   |
| 守脩     | もりおさ              | 親王 | 梨本宮   | 1819年12月16日 | 1881年9月1日（満61歳）  | 伏見宮貞敬親王第10王子 | 14世 | 初代当主 |
| 万寿宮   | ますのみや            | 王   | 伏見宮   | 1821年1月13日  | 1831年6月13日（満10歳） | 伏見宮貞敬親王第11王子 | 14世 | (夭折)   |
| 煥宮     | あきのみや            | 王   | 伏見宮   | 1821年3月28日  | 1821年8月13日（満0歳）  | 伏見宮貞敬親王第12王子 | 14世 | (夭折)   |
| 佐那宮   | さなのみや            | 王   | 伏見宮   | 1822年8月8日   | 1823年2月28日（満0歳）  | 伏見宮貞敬親王第13王子 | 14世 | (夭折)   |
| 戒珠院   | かいじゅいん          | 王   | 伏見宮   | 1822年10月19日 | 1822年10月19日（満0歳） | 伏見宮貞敬親王第14王子 | 14世 | (夭折)   |
| 証妙楽院 | しょうみょう らくいん | 王   | 伏見宮   | 1824年6月23日  | 1824年6月28日（満0歳）  | 伏見宮貞敬親王第15王子 | 14世 | (夭折)   |
| 漸学院   | ぜんがくいん          | 王   | 伏見宮   | 1829年10月30日 | 1829年10月30日（満0歳） | 伏見宮貞敬親王第16王子 | 14世 | (夭折)   |

- 以下は20代当主・邦家親王の子孫。
- 1947年10月14日時点で存命であった人物は全員が皇籍を離脱している。（いわゆる旧皇族）

| 諱          | 読み                | 身位 | 宮家等     | 誕生                   | 薨去・死去               | 続柄                    | 世数 | 備考                    |
| ----------- | ------------------- | ---- | ---------- | ---------------------- | ------------------------ | ----------------------- | ---- | ----------------------- |
| 晃          | あきら              | 親王 | 山階宮     | 1816年10月22日         | 1898年2月17日（満81歳）  | 伏見宮邦家親王第1王子   | 15世 | 初代当主                |
| 嘉言        | よしこと            | 親王 | 聖護院宮   | 1821年2月28日          | 1868年9月26日（満47歳）  | 伏見宮邦家親王第2王子   | 15世 | 初代当主                |
| 譲仁        | じょうにん          | 親王 | 曼殊院宮   | 1824年2月8日           | 1842年8月5日（満18歳）   | 伏見宮邦家親王第3王子   | 15世 | 門跡                    |
| 朝彦        | あさひこ            | 親王 | 久邇宮     | 1824年3月27日          | 1891年10月25日（満67歳） | 伏見宮邦家親王第4王子   | 15世 | 初代当主                |
| 微妙院      | みみょういん        | 王   | 伏見宮     | 1836年1月20日          | 1836年1月20日（満0歳）   | 伏見宮邦家親王第5王子   | 15世 | (夭折)                  |
| 貞教        | さだのり            | 親王 | 伏見宮     | 1836年10月26日         | 1862年12月16日（満26歳） | 伏見宮邦家親王第6王子   | 15世 | 21代当主                |
| 喜久宮      | きくのみや          | 王   | 伏見宮     | 1842年6月29日          | 1851年5月20日（満8歳）   | 伏見宮邦家親王第7王子   | 15世 | (夭折)                  |
| 彰仁        | あきひと            | 親王 | 小松宮     | 1846年2月11日          | 1903年2月26日（満57歳）  | 伏見宮邦家親王第8王子   | 15世 | 初代当主                |
| 能久        | よしひさ            | 親王 | 北白川宮   | 1847年4月1日           | 1895年10月28日（満48歳） | 伏見宮邦家親王第9王子   | 15世 | 2代当主                 |
| 誠宮        | あきのみや          | 王   | 伏見宮     | 1848年3月8日           | 1853年4月8日（満5歳）    | 伏見宮邦家親王第10王子  | 15世 | (夭折)                  |
| 愛宮        | なるのみや          | 王   | 伏見宮     | 1849年8月11日          | 1851年6月5日（満1歳）    | 伏見宮邦家親王第11王子  | 15世 | (夭折)                  |
| 博経        | ひろつね            | 親王 | 華頂宮     | 1851年4月19日          | 1876年5月24日（満25歳）  | 伏見宮邦家親王第12王子  | 15世 | 初代当主                |
| 智成        | さとなり            | 親王 | 北白川宮   | 1856年7月22日          | 1872年2月10日（満15歳）  | 伏見宮邦家親王第13王子  | 15世 | 初代当主                |
| 貞愛        | さだなる            | 親王 | 伏見宮     | 1858年6月9日           | 1923年2月4日（満64歳）   | 伏見宮邦家親王第14王子  | 15世 | 22代当主                |
| 徳宮        | のりのみや          | 王   | 伏見宮     | 1858年9月21日          | 1858年10月8日（満0歳）   | 伏見宮貞教親王第1王子   | 16世 | (夭折)                  |
| 家教        | いえのり            | 王   | 清棲伯爵   | 1862年6月19日          | 1923年7月13日（満61歳）  | 伏見宮邦家親王第15王子  | 15世 | 臣籍降下・華族          |
| 載仁        | ことひと            | 親王 | 閑院宮     | 1865年11月10日         | 1945年5月20日（満79歳）  | 伏見宮邦家親王第16王子  | 15世 | 6代当主                 |
| 邦憲        | くにのり            | 王   | 賀陽宮     | 1867年7月2日           | 1909年12月8日（満42歳）  | 久邇宮朝彦親王第2王子   | 16世 | 初代当主                |
| 依仁        | よりひと            | 親王 | 東伏見宮   | 1867年10月16日         | 1922年6月27日（満54歳）  | 伏見宮邦家親王第17王子  | 15世 | 初代当主                |
| 菊麿        | きくまろ            | 王   | 山階宮     | 1873年7月3日           | 1908年4月28日（満34歳）  | 山階宮晃親王第1王子     | 16世 | 2代当主 一時梨本宮継承  |
| 邦彦        | くによし            | 王   | 久邇宮     | 1873年7月23日          | 1929年1月27日（満55歳）  | 久邇宮朝彦親王第3王子   | 16世 | 2代当主                 |
| 守正        | もりまさ            | 王   | 梨本宮     | 1874年3月9日           | 1951年1月1日（満76歳）   | 久邇宮朝彦親王第4王子   | 16世 | 3代当主・皇籍離脱       |
| 博厚        | ひろあつ            | 親王 | 華頂宮     | 1875年1月18日          | 1883年2月15日（満8歳）   | 華頂宮博経親王第1王子   | 16世 | 2代当主 (夭折)          |
| 多嘉        | たか                | 王   | 久邇宮     | 1875年8月17日          | 1937年10月1日（満62歳）  | 久邇宮朝彦親王第5王子   | 16世 | 京都分家                |
| 博恭        | ひろやす            | 王   | 伏見宮     | 1875年10月16日         | 1946年8月16日（満70歳）  | 伏見宮貞愛親王第1王子   | 16世 | 23代当主 一時華頂宮継承 |
| 暢          | のぶ                | 王   | 久邇宮     | 1876年11月28日         | 1877年（満0歳）          | 久邇宮朝彦親王第6王子   | 16世 | (夭折)                  |
| 邦芳        | くにか              | 王   | 伏見宮     | 1880年3月18日          | 1933年6月1日（満53歳）   | 伏見宮貞愛親王第2王子   | 16世 | 十6/                    |
| 一言 足彦命 | ひとこと たらしひこ | 王   | 久邇宮     | 1881年9月24日          | 1881年9月24日（満0歳）   | 久邇宮朝彦親王第7王子   | 16世 | (夭折)                  |
| 昭徳        | あきのり            | 王   | 伏見宮     | 1881年10月6日          | 1883年2月6日（満1歳）    | 伏見宮貞愛親王第3王子   | 16世 | (夭折)                  |
| 恒久        | つねひさ            | 王   | 竹田宮     | 1882年9月22日          | 1919年4月23日（満36歳）  | 北白川宮能久親王第1王子 | 16世 | 初代当主                |
| 延久        | のぶひさ            | 王   | 北白川宮   | 1885年8月28日          | 1886年6月28日（満0歳）   | 北白川宮能久親王第2王子 | 16世 | (夭折)                  |
| 成久        | なるひさ            | 王   | 北白川宮   | 1887年4月18日          | 1923年4月1日（満35歳）   | 北白川宮能久親王第3王子 | 16世 | 3代当主                 |
| 鳩彦        | やすひこ            | 王   | 朝香宮     | 1887年10月20日         | 1981年4月12日（満93歳）  | 久邇宮朝彦親王第8王子   | 16世 | 初代当主・皇籍離脱      |
| 稔彦        | なるひこ            | 王   | 東久邇宮   | 1887年12月3日          | 1990年1月20日（満102歳） | 久邇宮朝彦親王第9王子   | 16世 | 初代当主・皇籍離脱      |
| 輝久        | てるひさ            | 王   | 小松侯爵   | 1888年8月12日          | 1970年11月5日（満82歳）  | 北白川宮能久親王第4王子 | 16世 | 臣籍降下・華族          |
| 篤仁        | あつひと            | 王   | 閑院宮     | 1894年7月9日           | 1894年7月10日（満0歳）   | 閑院宮載仁親王第1王子   | 16世 | (夭折)                  |
| 博義        | ひろよし            | 王   | 伏見宮     | 1897年12月8日          | 1938年10月19日（満40歳） | 伏見宮博恭王第1王子     | 17世 | 一時華頂宮家            |
| 武彦        | たけひこ            | 王   | 山階宮     | 1898年2月13日          | 1987年8月16日（満89歳）  | 山階宮菊麿王第1王子     | 17世 | 3代当主・皇籍離脱       |
| 恒憲        | つねのり            | 王   | 賀陽宮     | 1900年1月27日          | 1978年1月3日（満77歳）   | 賀陽宮邦憲王第1王子     | 17世 | 2代当主・皇籍離脱       |
| 芳麿        | よしまろ            | 王   | 山階侯爵   | 1900年7月5日           | 1989年1月28日（満88歳）  | 山階宮菊麿王第2王子     | 17世 | 臣籍降下・華族          |
| 朝融        | あさあきら          | 王   | 久邇宮     | 1901年2月2日           | 1959年12月7日（満58歳）  | 久邇宮邦彦王第1王子     | 17世 | 3代当主・皇籍離脱       |
| 博忠        | ひろただ            | 王   | 華頂宮     | 1902年1月26日          | 1924年3月24日（満22歳）  | 伏見宮博恭王第2王子     | 17世 | 4代当主                 |
| 邦久        | くにひさ            | 王   | 久邇公爵   | 1902年3月10日          | 1935年3月4日（満32歳）   | 久邇宮邦彦王第2王子     | 17世 | 臣籍降下・華族          |
| 春仁        | はるひと            | 王   | 閑院宮     | 1902年8月3日           | 1988年6月18日（満85歳）  | 閑院宮載仁親王第2王子   | 16世 | 7代当主・皇籍離脱       |
| 藤麿        | ふじまろ            | 王   | 筑波侯爵   | 1905年2月25日          | 1978年3月20日（満73歳）  | 山階宮菊麿王第3王子     | 17世 | 臣籍降下・華族          |
| 博信        | ひろのぶ            | 王   | 華頂侯爵   | 1905年5月22日          | 1970年5月22日（満65歳）  | 伏見宮博恭王第3王子     | 17世 | 臣籍降下・華族          |
| 萩麿        | はぎまろ            | 王   | 鹿島伯爵   | 1906年4月21日          | 1932年8月26日（満26歳）  | 山階宮菊麿王第4王子     | 17世 | 臣籍降下・華族          |
| 茂麿        | しげまろ            | 王   | 葛城伯爵   | 1908年4月29日          | 1947年1月10日（満38歳）  | 山階宮菊麿王第5王子     | 17世 | 臣籍降下・華族          |
| 恒徳        | つねよし            | 王   | 竹田宮     | 1909年3月4日           | 1992年5月11日（満83歳）  | 竹田宮恒久王第1王子     | 17世 | 2代当主・皇籍離脱       |
| 永久        | ながひさ            | 王   | 北白川宮   | 1910年2月19日          | 1940年9月4日（満30歳）   | 北白川宮成久王第1王子   | 17世 | 4代当主                 |
| 邦英        | くにひで            | 王   | 東伏見伯爵 | 1910年5月16日          | 2014年1月1日（満103歳）  | 久邇宮邦彦王第3王子     | 17世 | 臣籍降下・華族          |
| 賀彦        | よしひこ            | 王   | 久邇宮     | 1912年5月29日          | 1918年6月18日（満6歳）   | 多嘉王第1王子           | 17世 | (夭折)                  |
| 博英        | ひろひで            | 王   | 伏見伯爵   | 1912年10月4日          | 1943年8月21日（満30歳）  | 伏見宮博恭王第4王子     | 17世 | 臣籍降下・華族          |
| 孚彦        | たかひこ            | 王   | 朝香宮     | 1912年10月8日          | 1994年5月6日（満81歳）   | 朝香宮鳩彦王第1王子     | 17世 | 皇籍離脱                |
| 正彦        | ただひこ            | 王   | 音羽侯爵   | 1914年1月5日           | 1944年2月6日（満30歳）   | 朝香宮鳩彦王第2王子     | 17世 | 臣籍降下・華族          |
| 盛厚        | もりひろ            | 王   | 東久邇宮   | 1916年5月6日           | 1969年2月1日（満52歳）   | 東久邇宮稔彦王第1王子   | 17世 | 皇籍離脱                |
| 師正        | もろまさ            | 王   | 東久邇宮   | 1917年11月3日          | 1923年9月1日（満5歳）    | 東久邇宮稔彦王第2王子   | 17世 | (夭折)                  |
| 家彦        | いえひこ            | 王   | 宇治伯爵   | 1920年3月17日          | 2008年10月24日（満88歳） | 多嘉王第2王子           | 17世 | 臣籍降下・華族          |
| 彰常        | あきつね            | 王   | 粟田侯爵   | 1920年5月13日          | 2006年8月30日（満86歳）  | 東久邇宮稔彦王第3王子   | 17世 | 臣籍降下・華族          |
| 邦寿        | くになが            | 王   | 賀陽宮     | 1922年4月21日          | 1986年4月16日（満63歳）  | 賀陽宮恒憲王第1王子     | 18世 | 皇籍離脱                |
| 徳彦        | のりひこ            | 王   | 龍田伯爵   | 1922年11月19日         | 2007年2月7日（満84歳）   | 多嘉王第3王子           | 17世 | 臣籍降下・華族          |
| 治憲        | はるのり            | 王   | 賀陽宮     | 1926年7月3日           | 2011年6月5日（満84歳）   | 賀陽宮恒憲王第2王子     | 18世 | 皇籍離脱                |
| 俊彦        | としひこ            | 王   | 東久邇宮   | 1929年3月24日          | 2015年4月15日（満86歳）  | 東久邇宮稔彦王第4王子   | 17世 | 皇籍離脱                |
| 邦昭        | くにあき            | 王   | 久邇宮     | 1929年3月25日（96歳）  |                          | 久邇宮朝融王第1王子     | 18世 | 皇籍離脱                |
| 章憲        | あきのり            | 王   | 賀陽宮     | 1929年8月17日          | 1994年11月4日（満65歳）  | 賀陽宮恒憲王第3王子     | 18世 | 皇籍離脱                |
| 文憲        | ふみのり            | 王   | 賀陽宮     | 1931年7月12日          | 2021年2月16日（満89歳）  | 賀陽宮恒憲王第4王子     | 18世 | 皇籍離脱                |
| 博明        | ひろあき            | 王   | 伏見宮     | 1932年1月26日（93歳）  |                          | 博義王第1王子           | 18世 | 26代当主・皇籍離脱      |
| 宗憲        | むねのり            | 王   | 賀陽宮     | 1935年11月24日         | 2017年12月23日（満82歳） | 賀陽宮恒憲王第5王子     | 18世 | 皇籍離脱                |
| 道久        | みちひさ            | 王   | 北白川宮   | 1937年5月2日           | 2018年10月20日（満81歳） | 北白川宮永久王第1王子   | 18世 | 5代当主・皇籍離脱       |
| 朝建        | あさたけ            | 王   | 久邇宮     | 1940年5月11日（85歳）  |                          | 久邇宮朝融王第2王子     | 18世 | 皇籍離脱                |
| 恒正        | つねただ            | 王   | 竹田宮     | 1940年10月11日（84歳） |                          | 竹田宮恒徳王第1王子     | 18世 | 皇籍離脱                |
| 健憲        | たけのり            | 王   | 賀陽宮     | 1942年8月5日           | 2017年7月20日（満74歳）  | 賀陽宮恒憲王第6王子     | 18世 | 皇籍離脱                |
| 誠彦        | ともひこ            | 王   | 朝香宮     | 1943年8月18日（81歳）  |                          | 朝香宮孚彦王第1王子     | 18世 | 皇籍離脱                |
| 恒治        | つねはる            | 王   | 竹田宮     | 1944年8月3日（81歳）   |                          | 竹田宮恒徳王第2王子     | 18世 | 皇籍離脱                |
| 朝宏        | あさひろ            | 王   | 久邇宮     | 1944年10月7日（80歳）  |                          | 久邇宮朝融王第3王子     | 18世 | 皇籍離脱                |
| 信彦        | のぶひこ            | 王   | 東久邇宮   | 1945年3月10日          | 2019年3月20日（満74歳）  | 盛厚王第1王子           | 18世 | 皇籍離脱                |

- 北白川宮能久親王の第5男子・二荒芳之、第6男子・上野正雄の両名は落胤であったため皇族の身分にあった時期がない。
- 1947年の皇籍離脱時、竹田宮家の恒徳王妃光子は第3男子・恆和を懐妊していたが、離脱後に出生したため恆和が皇族の身分にあった時期はない。

## 桂宮系
- 第119代・光格天皇、第120代・仁孝天皇の皇子。
- 身位の「親王」はいずれも親王宣下によるもの。
- 10代当主・盛仁親王以降。（桂宮への改称以降）

| 諱   | 読み     | 身位 | 宮家等 | 誕生           | 薨去                   | 続柄            | 世数 | 備考            |
| ---- | -------- | ---- | ------ | -------------- | ---------------------- | --------------- | ---- | --------------- |
| 盛仁 | たけひと | 親王 | 桂宮   | 1810年7月28日  | 1811年7月7日（満0歳）  | 光格天皇第5皇子 | 1世  | 10代当主 (夭折) |
| 節仁 | みさひと | 親王 | 桂宮   | 1833年12月11日 | 1836年4月20日（満2歳） | 仁孝天皇第6皇子 | 1世  | 11代当主 (夭折) |

## 有栖川宮系
- 第112代・霊元天皇の男系子孫。
- 身位の「親王」はいずれも親王宣下によるもの。
- 6代当主・織仁親王以降。

| 諱     | 読み         | 身位 | 宮家等   | 誕生           | 薨去・死去              | 続柄                    | 世数 | 備考           |
| ------ | ------------ | ---- | -------- | -------------- | ----------------------- | ----------------------- | ---- | -------------- |
| 織仁   | おりひと     | 親王 | 有栖川宮 | 1754年8月19日  | 1820年4月2日（満65歳）  | 有栖川宮職仁親王第7王子 | 2世  | 6代当主        |
| 高貴宮 | あてのみや   | 王   | 有栖川宮 | 1776年5月10日  | 1777年3月5日（満0歳）   | 有栖川宮織仁親王第1王子 | 3世  | (夭折)         |
| 韶仁   | つなひと     | 親王 | 有栖川宮 | 1785年1月29日  | 1845年4月4日（満60歳）  | 有栖川宮織仁親王第2王子 | 3世  | 7代当主        |
| 承真   | しょうしん   | 親王 | 梶井宮   | 1787年4月16日  | 1841年2月3日（満53歳）  | 有栖川宮織仁親王第3王子 | 3世  | 門跡           |
| 舜仁   | しゅんにん   | 親王 | 輪王寺宮 | 1789年2月25日  | 1843年10月4日（満54歳） | 有栖川宮織仁親王第4王子 | 3世  | 門跡           |
| 済仁   | さいにん     | 親王 | 仁和寺宮 | 1797年4月3日   | 1848年1月29日（満50歳） | 有栖川宮織仁親王第5王子 | 3世  | 門跡           |
| 綽宮   | ひろのみや   | 王   | 有栖川宮 | 1798年9月3日   | 1798年11月12日（満0歳） | 有栖川宮織仁親王第6王子 | 3世  | (夭折)         |
| 万信宮 | ましののみや | 王   | 有栖川宮 | 1801年1月29日  | 1801年2月12日（満0歳）  | 有栖川宮織仁親王第7王子 | 3世  | (夭折)         |
| 尊超   | そんちょう   | 親王 | 知恩院宮 | 1802年8月7日   | 1852年10月4日（満50歳） | 有栖川宮織仁親王第8王子 | 3世  | 門跡           |
| 幟仁   | たかひと     | 親王 | 有栖川宮 | 1812年2月17日  | 1886年1月24日（満73歳） | 有栖川宮韶仁親王第1王子 | 4世  | 8代当主        |
| 慈性   | じしょう     | 親王 | 輪王寺宮 | 1813年9月20日  | 1868年1月1日（満54歳）  | 有栖川宮韶仁親王第2王子 | 4世  | 門跡           |
| 公紹   | こうしょう   | 親王 | 輪王寺宮 | 1815年10月14日 | 1846年12月7日（満31歳） | 有栖川宮韶仁親王第3王子 | 4世  | 門跡           |
| 公潔   | きんずみ     | 王   | 西園寺家 | 1818年3月7日   | 1836年7月13日（満18歳） | 有栖川宮韶仁親王第4王子 | 4世  | 臣籍降下・公家 |
| 熾仁   | たるひと     | 親王 | 有栖川宮 | 1835年3月17日  | 1895年1月15日（満59歳） | 有栖川宮幟仁親王第1王子 | 5世  | 9代当主        |
| 洁宮   | きつのみや   | 王   | 有栖川宮 | 1838年11月1日  | 1843年7月14日（満4歳）  | 有栖川宮幟仁親王第2王子 | 5世  | (夭折)         |
| 長宮   | たけのみや   | 王   | 有栖川宮 | 1840年5月3日   | 1843年8月4日（満3歳）   | 有栖川宮幟仁親王第3王子 | 5世  | (夭折)         |
| 威仁   | たけひと     | 親王 | 有栖川宮 | 1862年2月11日  | 1913年7月5日（満51歳）  | 有栖川宮幟仁親王第4王子 | 5世  | 10代当主       |
| 栽仁   | たねひと     | 王   | 有栖川宮 | 1887年9月22日  | 1908年4月3日（満20歳）  | 有栖川宮威仁親王第1王子 | 6世  | 十6/           |

## 閑院宮系
- 第113代・東山天皇の男系子孫。
- 身位の「親王」はいずれも親王宣下によるもの。
- 2代当主・典仁親王以降。（典仁親王は現皇室との共通の男系祖先）
- 6代当主以降は伏見宮系の皇族によって継承されている。

| 諱     | 読み         | 身位 | 宮家等   | 誕生           | 崩御・薨去・死去         | 続柄                   | 世数 | 備考              |
| ------ | ------------ | ---- | -------- | -------------- | ------------------------ | ---------------------- | ---- | ----------------- |
| 典仁   | すけひと     | 親王 | 閑院宮   | 1733年4月1日   | 1794年8月1日（満61歳）   | 閑院宮直仁親王第2王子  | 2世  | 2代当主           |
| 美仁   | はるひと     | 親王 | 閑院宮   | 1758年1月4日   | 1818年11月4日（満60歳）  | 閑院宮典仁親王第1王子  | 3世  | 3代当主           |
| 深仁   | しんにん     | 親王 | 仁和寺宮 | 1759年2月11日  | 1807年8月24日（満48歳）  | 閑院宮典仁親王第2王子  | 3世  | 門跡              |
| 公璋   | こうしょう   | 親王 | 輪王寺宮 | 1760年3月30日  | 1776年8月23日（満16歳）  | 閑院宮典仁親王第3王子  | 3世  | 門跡              |
| 公延   | こうえん     | 親王 | 輪王寺宮 | 1763年1月12日  | 1803年7月15日（満40歳）  | 閑院宮典仁親王第4王子  | 3世  | 門跡              |
| 真仁   | しんにん     | 親王 | 妙法院宮 | 1768年7月20日  | 1805年9月1日（満37歳）   | 閑院宮典仁親王第5王子  | 3世  | 門跡              |
| 兼仁   | ともひと     | 親王 | 閑院宮   | 1771年9月23日  | 1840年12月11日（満69歳） | 閑院宮典仁親王第6王子  | 3世  | 光格天皇          |
| 盈仁   | えいにん     | 親王 | 聖護院宮 | 1772年11月2日  | 1831年1月6日（満58歳）   | 閑院宮典仁親王第7王子  | 3世  | 門跡              |
| 精宮   | しょうのみや | 王   | 閑院宮   | 1774年4月25日  | 1779年7月22日（満5歳）   | 閑院宮典仁親王第8王子  | 3世  | (夭折)            |
| 鏗宮   | かたのみや   | 王   | 閑院宮   | 1776年8月18日  | 1777年5月8日（満0歳）    | 閑院宮典仁親王第9王子  | 3世  | (夭折)            |
| 健宮   | たけるのみや | 王   | 閑院宮   | 1778年7月29日  | 1780年5月1日（満1歳）    | 閑院宮典仁親王第10王子 | 3世  | (夭折)            |
| 孝仁   | たつひと     | 親王 | 閑院宮   | 1792年6月17日  | 1824年3月9日（満31歳）   | 閑院宮美仁親王第1王子  | 4世  | 4代当主           |
| 喜久宮 | きくのみや   | 王   | 閑院宮   | 1797年6月5日   | 1801年11月23日（満4歳）  | 閑院宮美仁親王第2王子  | 4世  | (夭折)            |
| 富宮   | とみのみや   | 王   | 閑院宮   | 1799年1月4日   | 1802年9月4日（満3歳）    | 閑院宮美仁親王第3王子  | 4世  | (夭折)            |
| 致宮   | おきのみや   | 王   | 閑院宮   | 1812年7月28日  | 1813年8月31日（満1歳）   | 閑院宮孝仁親王第1王子  | 5世  | (夭折)            |
| 愛仁   | なるひと     | 親王 | 閑院宮   | 1818年2月17日  | 1842年10月20日（満24歳） | 閑院宮孝仁親王第2王子  | 5世  | 5代当主           |
| 教仁   | きょうにん   | 親王 | 妙法院宮 | 1819年6月19日  | 1851年1月18日（満31歳）  | 閑院宮孝仁親王第3王子  | 5世  | 門跡              |
| 載仁   | ことひと     | 親王 | 閑院宮   | 1865年11月10日 | 1945年5月20日（満79歳）  | 伏見宮邦家親王第16王子 | 15世 | 6代当主           |
| 篤仁   | あつひと     | 王   | 閑院宮   | 1894年7月9日   | 1894年7月10日（満0歳）   | 閑院宮載仁親王第1王子  | 16世 | (夭折)            |
| 春仁   | はるひと     | 王   | 閑院宮   | 1902年8月3日   | 1988年6月18日（満85歳）  | 閑院宮載仁親王第2王子  | 16世 | 7代当主・皇籍離脱 |